# Champagny-sous-Uxelles
Champagny-sous-Uxelles település Franciaországban, Saône-et-Loire megyében. Lakosainak száma 84 fő (2022. január 1.). Champagny-sous-Uxelles Bresse-sur-Grosne, Chapaize, Bissy-sous-Uxelles és Étrigny községekkel határos.

## Népesség
A település népességének változása:
| Lakosok száma | 87   | 94   | 97   | 97   | 97   | 97   | 92   | 88   | 84   |
|               | 2013 | 2015 | 2016 | 2017 | 2018 | 2019 | 2020 | 2021 | 2022 |